# Aire urbaine de Bourg-Saint-Maurice
L'aire urbaine de Bourg-Saint-Maurice est une aire urbaine française centrée sur la ville de Bourg-Saint-Maurice.

## Caractéristiques
D'après la définition qu'en donne l'INSEE, l'aire urbaine de Bourg-Saint-Maurice est composée de 3 communes, situées dans la Savoie. Ses 9 083 habitants font d'elle la 350e aire urbaine de France.
2 communes de l'aire urbaine sont des pôles urbains.
Le tableau suivant détaille la répartition de l'aire urbaine sur le département (les pourcentages s'entendent en proportion du département) :
| Département | Communes | Communes (%) | Superficie (km²) | Superficie (%) | Population (1999) | Population (%) |
| ----------- | -------- | ------------ | ---------------- | -------------- | ----------------- | -------------- |
| Savoie      | 3        | 1,0          | 238,93           | 3,9            | 9 083             | 2,4            |

## Communes
Voici la liste des communes françaises de l'aire urbaine de Bourg-Saint-Maurice.
| Code INSEE | Commune             | Type                  | Département | Superficie (km²) | Population (1999) | Densité (hab./km²) |
| ---------- | ------------------- | --------------------- | ----------- | ---------------- | ----------------- | ------------------ |
| 73054      | Bourg-Saint-Maurice | Pôle urbain           | Savoie      | +0179,07         | +0 0006 747,      | +00037,68          |
| 73077      | Les Chapelles       | Commune monopolarisée | Savoie      | +0017,31         | +00 000368,       | +00021,26          |
| 73285      | Séez                | Pôle urbain           | Savoie      | +0042,55         | +0 0001 968,      | +00046,25          |
|            | Total               |                       |             | +0238,93         | +0 0009 083,      | +00038,02          |